# Canalirogas acutus
Canalirogas acutus är en stekelart som beskrevs av Van Achterberg 1996. Canalirogas acutus ingår i släktet Canalirogas och familjen bracksteklar. Inga underarter finns listade.